# 訃報 2005年8月
訃報 2005年8月（ふほう 2005ねん8がつ）では、2005年（平成17年）8月中に物故した、又は物故が報じられた人物についてまとめる。

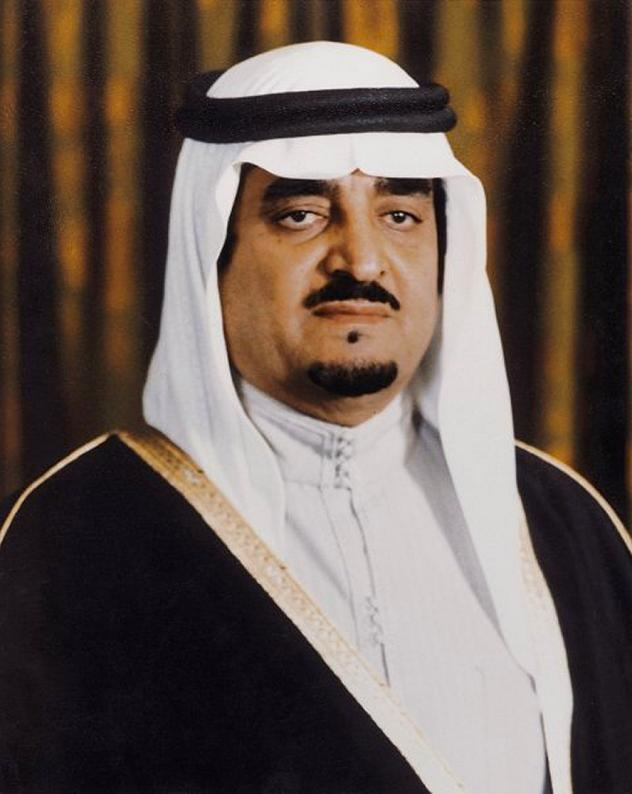
ファハド・ビン＝アブドゥルアズィーズ／8月1日没

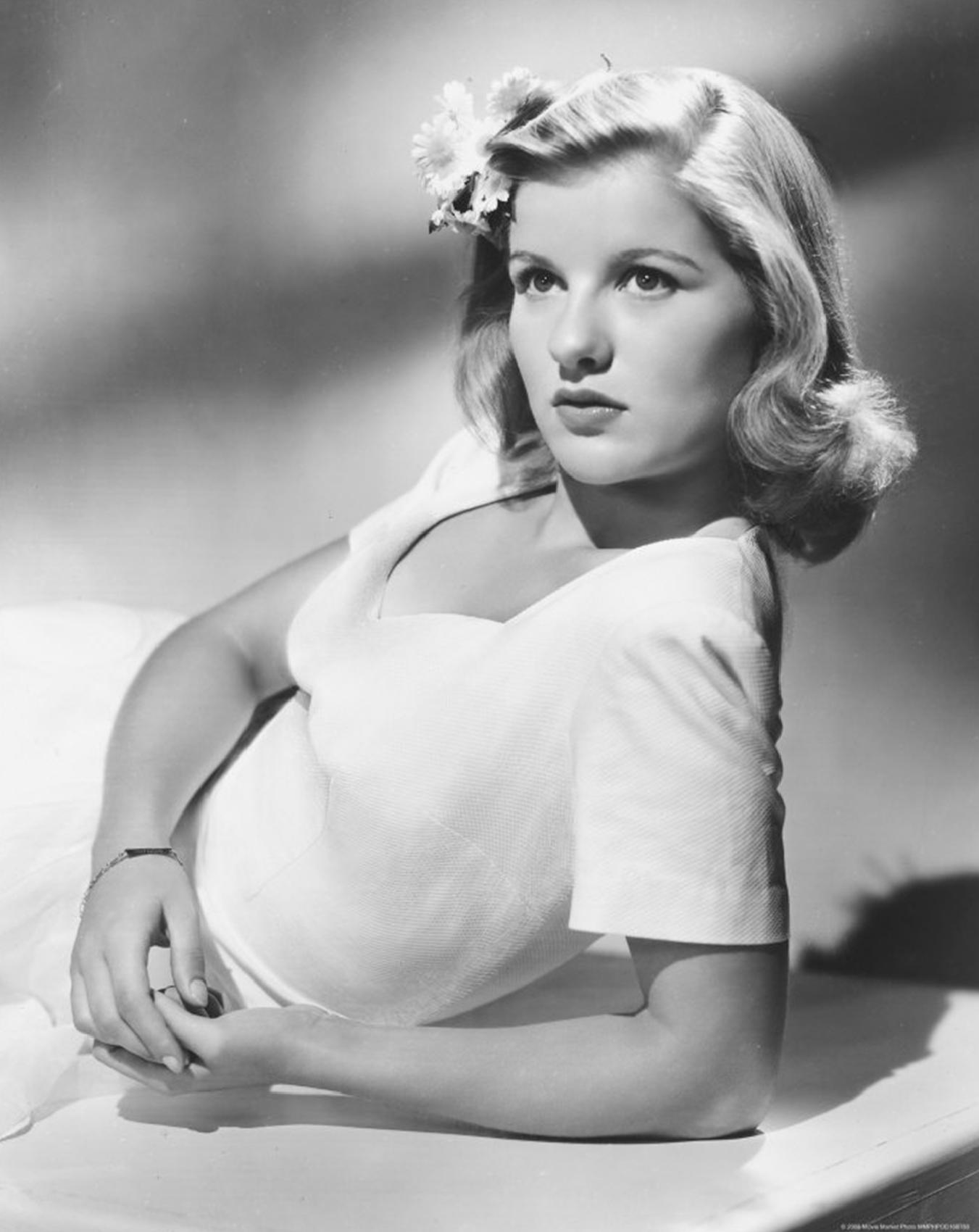
バーバラ・ベル・ゲデス／8月8日没

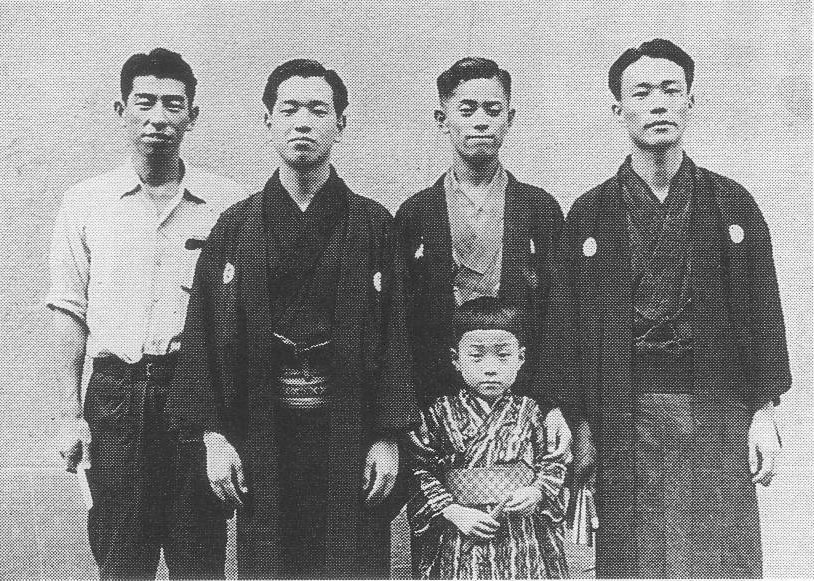
三代目旭堂南陵（後列左端）／8月17日没

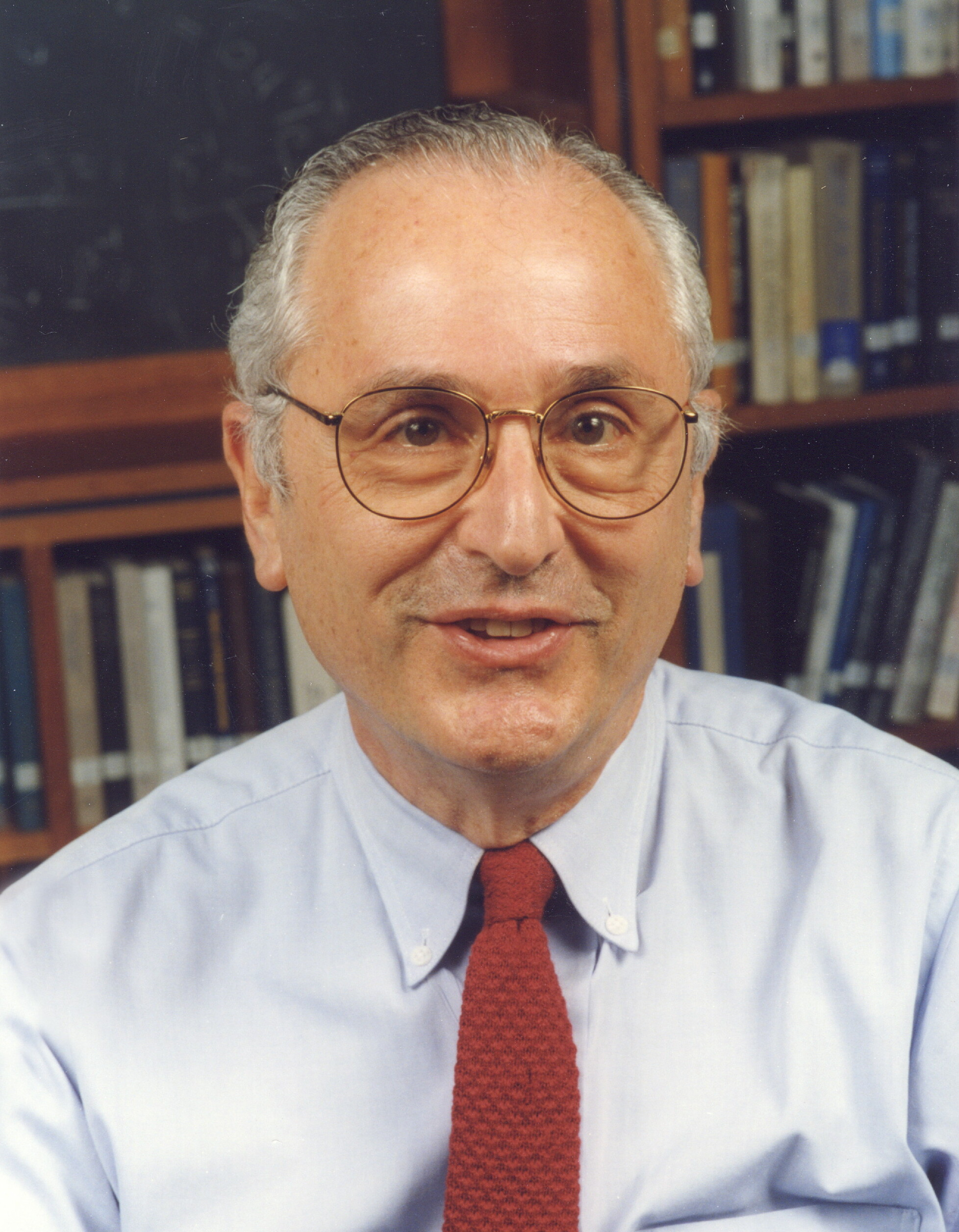
ジョン・バーコール／8月17日没

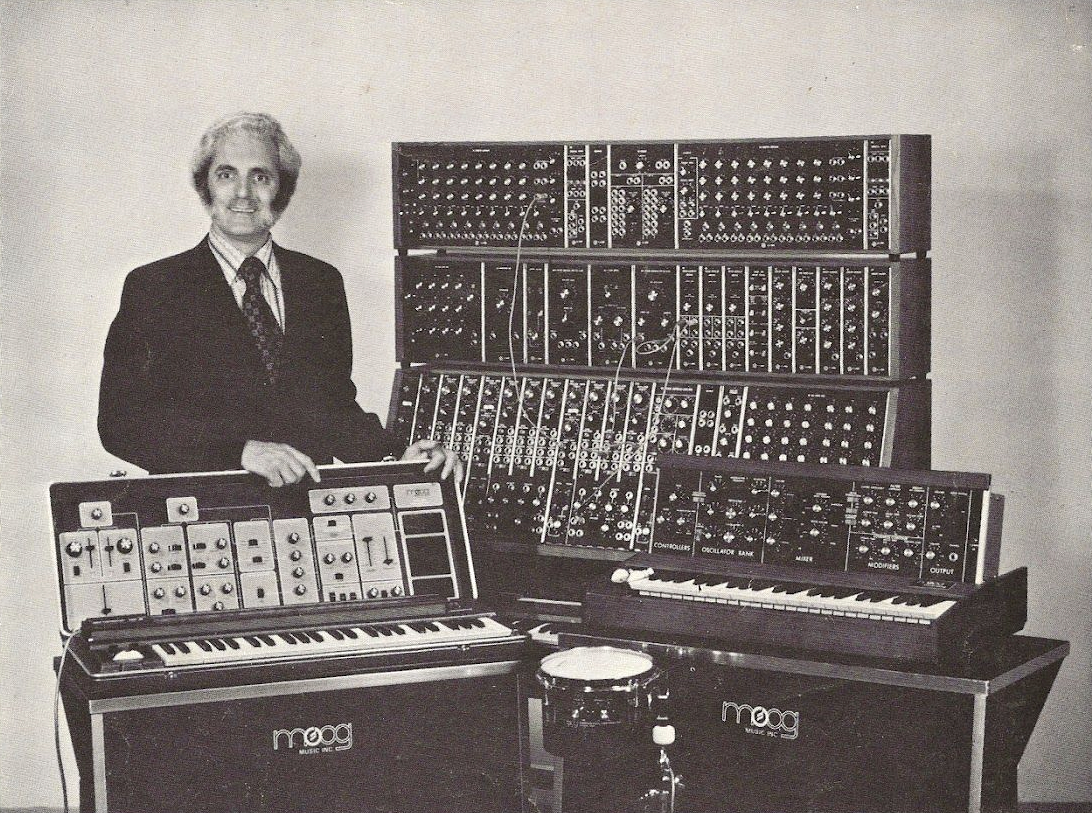
ロバート・モーグ／8月21日没

## （1日 - 15日）
- 8月1日 - ファハド・ビン＝アブドゥルアズィーズ、サウジアラビア国王（* 1923年）
- 8月1日 - 永岡洋治、自由民主党衆議院議員（* 1950年）
- 8月2日 - 村上信夫、帝国ホテル元総料理長（* 1921年）
- 8月3日 - 水口志計夫、英文学者・翻訳家（* 1926年）
- 8月5日 - 見川鯛山、医師、作家（* 1916年）
- 8月5日 - 田中正巳、元厚生大臣（* 1917年）
- 8月5日 - 辰見敏夫、教育心理学者 （* 1919年）
- 8月6日 - イブライム・フェレール、歌手（* 1927年）
- 8月7日 - 倉持長次、実業家（* 1924年）
- 8月7日 - ピーター・ジェニングス、ニュースキャスター（* 1938年）
- 8月8日 - バーバラ・ベル・ゲデス、女優（* 1923年）
- 8月8日 - 若原泰之、実業家（* 1926年）
- 8月12日 - 吉野俊彦、山一證券経済研究所理事長（* 1915年）
- 8月12日 - 石川吉右衛門、法学者 （* 1919年）
- 8月13日 - 神田順治、アマチュア野球指導者（* 1915年）
- 8月14日 - 金子みつ、元衆議院議員、元日本社会党副委員長（* 1914年）

## （16日 - 31日）
- 8月16日 - ブラザー・ロジェ、テゼ共同体創始者・指導者（* 1915年）
- 8月16日 - 浅生憲章、元TBSテレビ編成局長（* 1946年）
- 8月16日 - ジョー・ランフト、脚本家（* 1960年）
- 8月17日 - 平山輝男、東京都立大学名誉教授（* 1909年）
- 8月17日 - 三代目旭堂南陵、講談師（* 1917年）
- 8月17日 - ジョン・バーコール、天体物理学者（* 1935年）
- 8月17日 - 能勢修一、慶應義塾大学教授（* 1951年）
- 8月18日 - 椿啓介、菌類学者（* 1924年）
- 8月19日 - 高橋亘、哲学・宗教学者（* 1909年）
- 8月20日 - 竹内春海、外交官（* 1917年）
- 8月21日 - 安井正、経営者（* 1919年）
- 8月21日 - 内海英男、元自由民主党衆議院議員、建設大臣、国土庁長官 （* 1922年）
- 8月21日 - レフ・ナウモフ、ピアニスト・作曲家・音楽教師（* 1925年）
- 8月21日 - ロバート・モーグ、シンセサイザー発明者、電子工学研究者（* 1934年）
- 8月22日 - 梶哲也、俳優・声優（* 1926年）
- 8月23日 - ブロック・ピーターズ、俳優（* 1927年)
- 8月25日 - 立花大亀、臨済宗の禅僧（* 1899年）
- 8月27日 - 西本貫一、実業家・発明家（* 1915年）
- 8月27日 - 高木宏夫、宗教学者（* 1921年）
- 8月30日 - ヘンドリック・ヴァン・アンデル・シッパー、オランダ歴代最高齢の女性（* 1890年）
- 8月31日 - ジョセフ・ロートブラット、物理学者・ロンドン大学名誉教授（* 1909年）
- 8月31日 - マイケル・シェアード、俳優（* 1940年）

## 没日不明
- 日付不明 - 海老原治善、教育学者（* 1926年）